# Scranton (Arkansas)
Scranton és una població dels Estats Units a l'estat d'Arkansas. Segons el cens del 2000 tenia 222 habitants.

## Demografia
Segons el cens del 2000, Scranton tenia 222 habitants, 90 habitatges, i 66 famílies. La densitat de població era de 171,4 habitants/km².
Dels 90 habitatges en un 31,1% hi vivien nens de menys de 18 anys, en un 55,6% hi vivien parelles casades, en un 15,6% dones solteres, i en un 25,6% no eren unitats familiars. En el 23,3% dels habitatges hi vivien persones soles el 17,8% de les quals corresponia a persones de 65 anys o més que vivien soles. El nombre mitjà de persones vivint en cada habitatge era de 2,47 i el nombre mitjà de persones que vivien en cada família era de 2,85.
Per edats la població es repartia de la següent manera: un 23,9% tenia menys de 18 anys, un 12,2% entre 18 i 24, un 24,3% entre 25 i 44, un 21,2% de 45 a 60 i un 18,5% 65 anys o més.
L'edat mediana era de 39 anys. Per cada 100 dones de 18 o més anys hi havia 87,8 homes.
La renda mediana per habitatge era de 26.000 $ i la renda mediana per família de 30.313 $. Els homes tenien una renda mediana de 16.875 $ mentre que les dones 18.750 $. La renda per capita de la població era de 25.970 $. Entorn de l'11,5% de les famílies i el 17,8% de la població estaven per davall del llindar de pobresa.

## Poblacions més properes
El següent diagrama mostra les poblacions més properes.